# Balsa de Staten Island

A entrada do terminal, Balsa de Staten Island

Balsa de Staten Island (em inglês:  Staten Island Ferry) é um serviço de balsa de passageiros operado pelo New York City Department of Transportation, que opera entre Manhattan e Staten Island. A balsa parte em Manhattan de South Ferry, Peter Minuit Plaza, no extremo sul de Manhattan, perto do Battery Park. Em Staten Island, que a balsa chega e parte de St. George Terminal em Richmond Terrace, perto de Richmond County Borough Hall e Condado de Richmond da Suprema Corte. O serviço é oferecido 24 horas por dia, 365 dias por ano. O Staten Island Ferry é a forma mais confiável de transporte de massa, com um desempenho em tempo de mais de 96 por cento. O Staten Island Ferry tem sido um serviço municipal desde 1905 e, atualmente, transporta mais de 21 milhões de passageiros por ano em um trajeto de 5,2 milhas.
A viagem leva cerca de 25 minutos em cada sentido. A balsa está agora livre da carga, embora os pilotos devem desembarcar em cada terminal e digitar novamente através da construção de terminal para uma viagem de volta para cumprir com as regulamentações da Guarda Costeira em relação à capacidade das balsas e as catracas em ambos os terminais. As bicicletas podem ser também tomadas no piso mais baixo da balsa sem acusação formal. No passado, as balsas eram equipados para o transporte de veículos, a um custo de US $ 3 por automóvel, no entanto, os veículos não tenham sido autorizados na balsa desde os Ataques de 11 de Setembro de 2001.
Para a maior parte do século XX, a balsa era famosa como o maior negócio em Nova York. É cobrada a mesma tarifa de cinco centavos como no Metrô de Nova York, mas a tarifa da balsa ficou em um centavo quando a passagem do metrô aumentou para 10 centavos em 1948. Em 1970 o então prefeito Jonh V. Lindsay propôs que a tarifa seja aumentada para 25 centavos de dólar, ressaltando que o custo de cada viagem foi de 50 centavos, ou dez vezes o preço do bilhete. Em 4 de agosto de 1975, a tarifa de níquel terminou e o preço ficou 25 centavos para ida e volta, o quarto a ser recolhidos em uma única direção. A viagem de volta foi aumentada para 50 cenntavos em 1990, mas depois foi eliminado totalmente em 1997.
Há estacionamento no St. George Terminal, que também é o terminal da Staten Island Railway. Do lado de Manhattan, o terminal tem um acesso para MTA NYCT Bus (M5, M15 e M20) e metrô (linhas 1, N e R em South Ferry - Whitehall Street e linhas 4 e 5 em Bowling Green). O passeio de barco é um dos favoritos dos turistas a Nova York, pois proporciona uma excelente vista para o horizonte de Manhattan e da Estátua da Liberdade. A balsa, como o sistema de metrô, funciona 24 horas por dia, com serviço contínuo durante a noite depois do pico de tráfego.
Além da balsa, a cidade também oferece uma série de ônibus de Manhattan a Staten Island, mas a ilha não tem ligação ferroviária de passageiros para qualquer outro Município, seja por ponte ou túnel.

## História

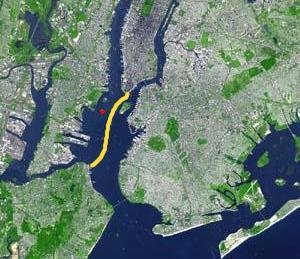
A rota da Staten Island Ferry em amarelo

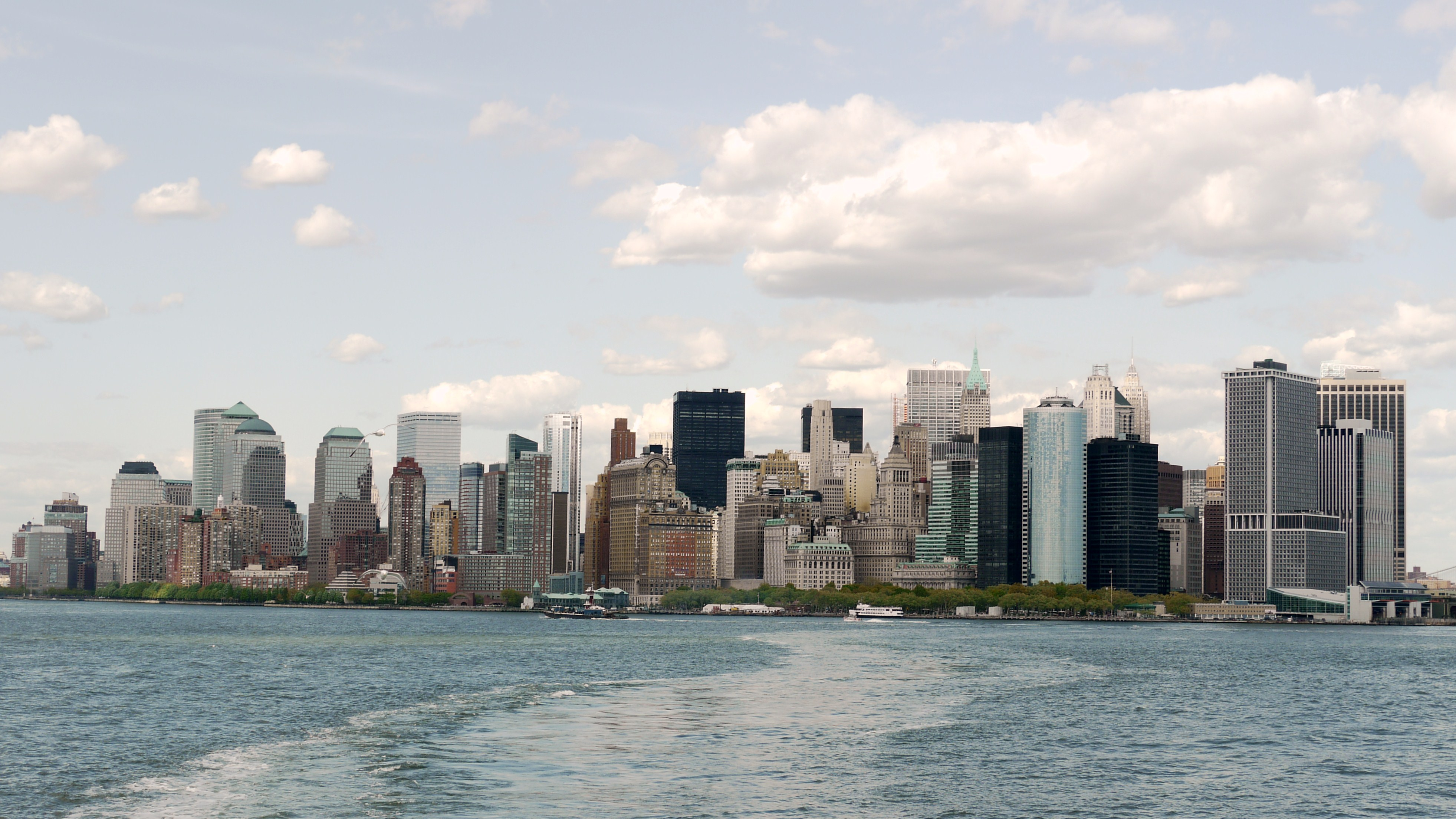
Manhattan visto do Staten Island Ferry.

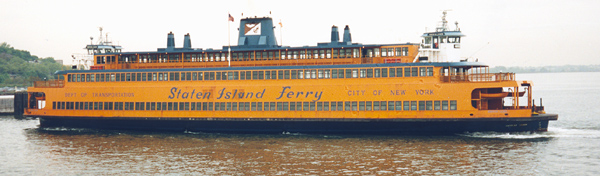
Uma balsa Classe Kennedy chegando ao St. George Terminal, de Staten Island, Nova Iorque

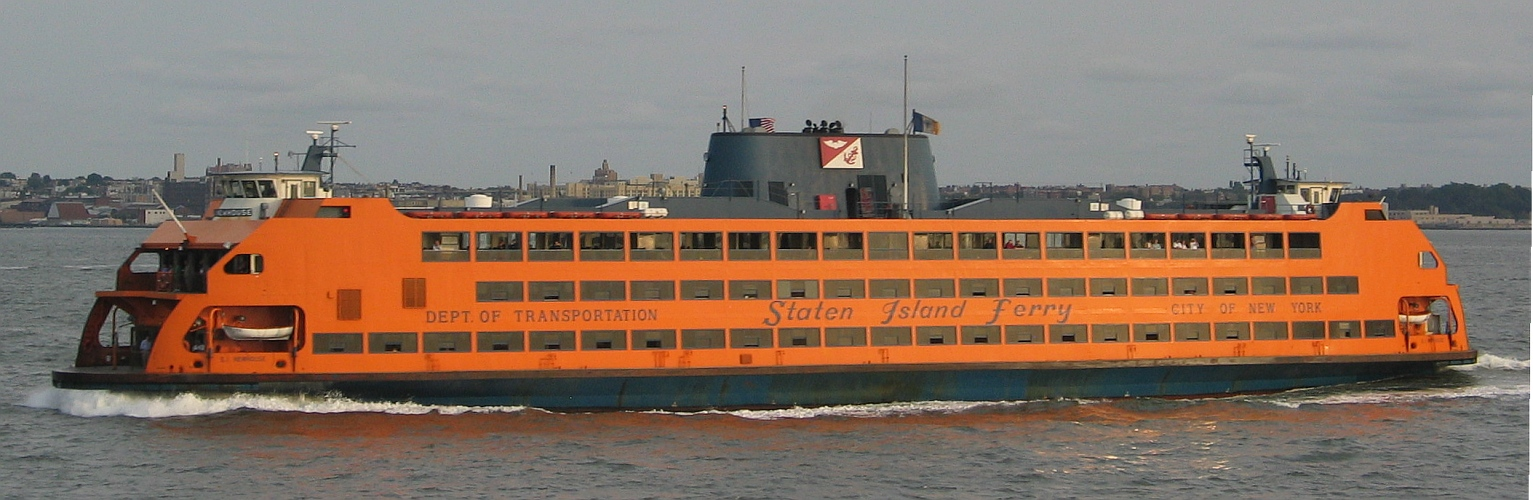
O MV Samuel I. Newhouse, uma das duas balsas Classe Barberi da frota

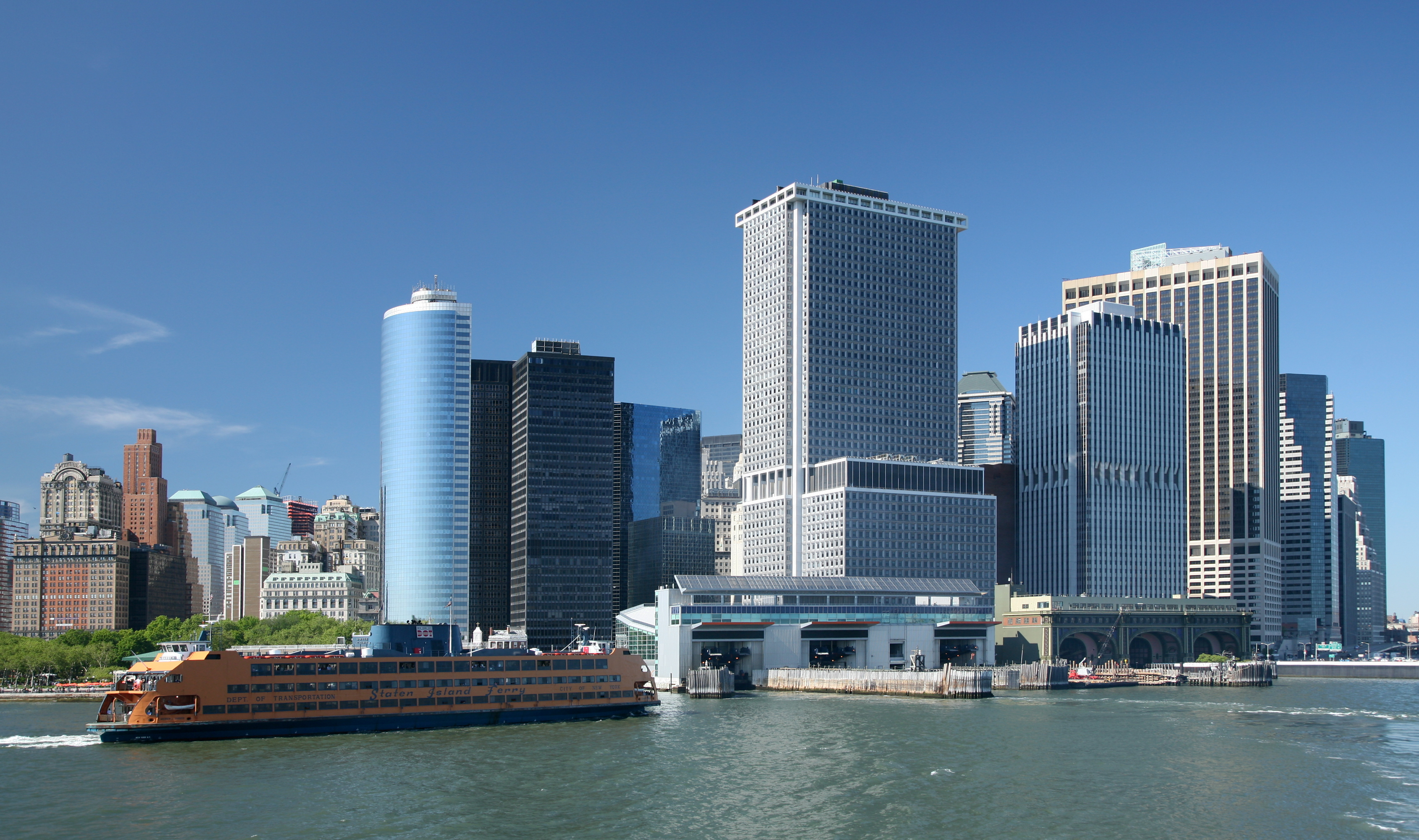
Staten Island Ferry terminal em South Ferry em Manhattan

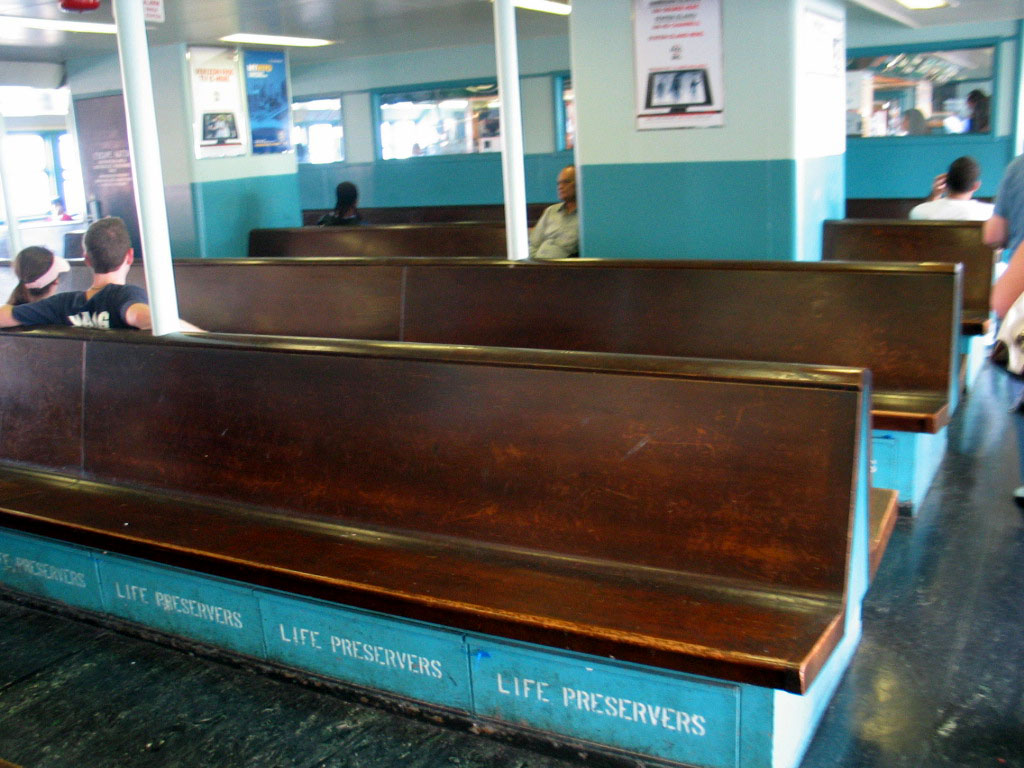
O espaço destinado aos passageiros do barco da classe John F. Kennedy, de Staten Island Ferry

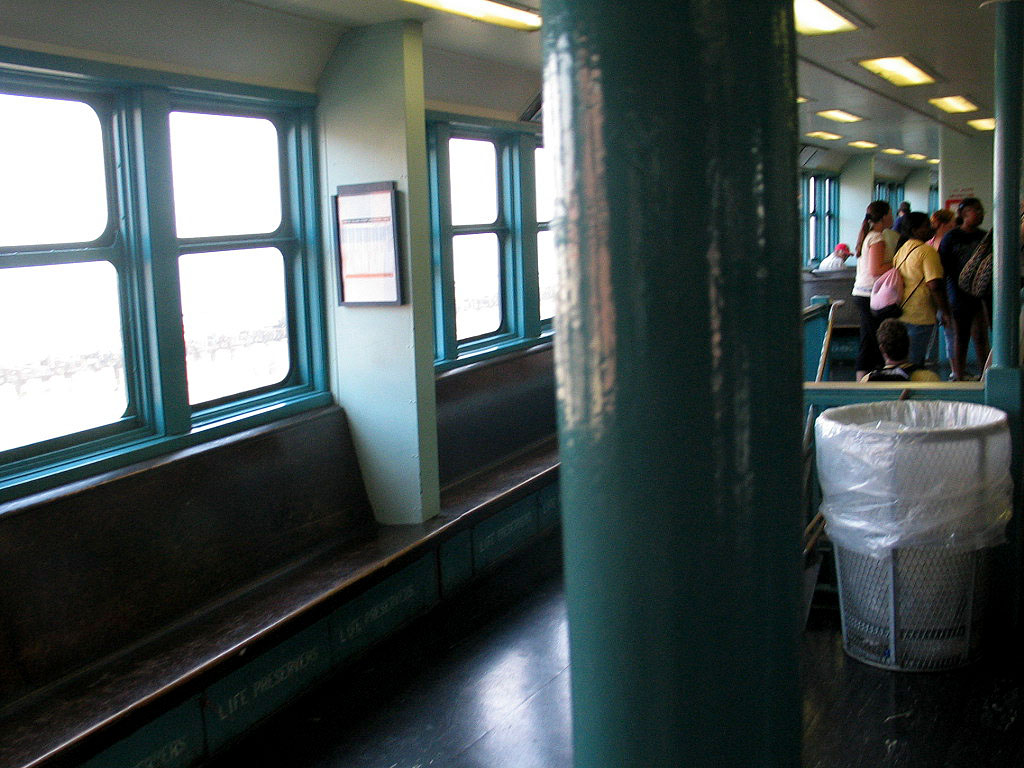
Um outro tiro do barco da classe John F. Kennedy, de Staten Island Ferry

No Século XVIII, o serviço de balsa entre Staten Island e a Cidade de Nova York (ocupando apenas a ponta sul de Manhattan), foi realizado por particulares, usando veleiros de dois mastros usada para o tráfego local no Porto de Nova Iorque. No início do Século XIX, o vice-presidente (e ex-governador de Nova York) Daniel D. Tompkins conseguiu um alvará para a Richmond Turnpike Company, como parte de seus esforços para desenvolver a vila de Tompkinsville, embora a intenção de construir uma rodovia em Staten Island, a empresa também recebeu o direito de executar uma balsa em Nova York. A Richmond Turnpike Company é o antepassado direto da Staten Island Ferry.
Em 1817, a Richmond Turnpike Company começou a executar a primeira balsa motorizada entre Nova York e Staten Island, o vapor Nautilus. Era comandada pelo Capitão Jonh De Forest, o cunhado de um jovem chamado Cornelius Vanderbilt. Em 1838 Vanderbilt, que havia enriquecido no negócio do navio a vapor nas águas de Nova York, comprou o controle da empresa. Exceto por um breve período na década de 1850, ele continuaria a ser a figura dominante na balsa até a Guerra Civil Americana, quando ele vendeu para a Staten Island Railway, liderada por seu irmão Jacob Vanderbilt (Três das balsas da Staten Island Ferry foram requisitadas pelo Exército dos Estados Unidos para o serviço na guerra, mas nenhuma jamais retornou ao Porto de Nova York).

### Desastre do Westfield
Durante a década de 1850, Staten Island desenvolveu-se rapidamente, e consequentemente o ferry cresceu em importância. Mas as más condições das embarcações se tornou uma fonte de queixa crônica, assim como o horário limitado. A abertura da Staten Island Railway, em 1860, com aumento do tráfego, barcos novos foram adquiridos, em homenagem aos municípios de Staten Island. Uma dessas balsas, o Westfield, veio a tristeza quando sua caldeira explodiu ao se sentar em seu deslizamento em Ferry Sul em cerca de 1:30 da tarde de 30 de julho de 1871. Poucos dias depois do desastre, cerca de 85 foram identificados como mortos e centenas de feridos, e vários outros foram adicionados para o número de mortes nas semanas seguintes. Jacob Vanderbilt, presidente da Staten Island Railway, foi preso por assassinato, embora ele escapou convicção. O engenheiro de Westfield era um homem negro, o que suscitou comentários abertamente racistas nos jornais de Nova York, apesar de Vanderbilt defendeu bravamente seu empregado. As vítimas nunca foram compensadas por perdas e danos.

### Controle B&O Railroad
Os serviços de ferry concorrentes que foram finalmente controlados por Vanderbilt foram vendidos para a Baltimore e Ohio Railroad e operado pela Staten Island Railroad Rapid Transit, em 1884.

### Desastre do Northfield e Estatização
Em 14 junho de 1901 a balsa Northfield estava saindo do porto da balsa em Whitehall, quando foi atingido por uma balsa Central Jersey e afundou imediatamente. Havia dois tripulantes a bordo do Northfield e suas ações rápidas garantiu que fora de 995 passageiros a bordo, apenas cinco terminaram desaparecidos, presumivelmente se afogaram. Este acidente, embora menor em comparação com o desastre Westfield, foi aproveitado pela cidade de Nova York como uma justificativa para assumir o controle das balsas SIRT, Staten Island, sendo agora oficialmente parte da cidade de Nova York, como o bairro de Richmond. O serviço de balsa foi assumida pela Secretaria Municipal de Docas e Ferries em 1905. Cinco novos ferries, um para cada um dos novos bairros, foram encomendados. São eles: MV Manhattan, MV Bronx, MV Brooklyn, MV Queens e MV Richmond.

## Operações
Hoje, a Staten Island Ferry realiza anualmente mais de 19 milhões de passageiros em 5,2 quilômetros de viagem, que leva aproximadamente 25 minutos em cada sentido. O serviço é oferecido 24 horas por dia, todos os dias. A cada dia cerca de cinco barcos transportam cerca de 75.000 passageiros durante 104 viagens diárias. Mais de 33 mil viagens são feitas anualmente.
Durante o horário de rush, as balsas funcionam geralmente a cada 15 e 20 minutos, diminuindo para 30 minutos durante meados dias e noites. Durante as horas de manhã muito cedo ou mais tarde (o horário da meia-noite) uma balsa é realizado uma vez a cada 60 minutos. Durante os finais de semana há balsas a cada 30 e 60 minutos. Em novembro de 2006, as balsas adicionais a cada 30 minutos foram fornecidos durante a manhã de fim de semana - a mudança mais significativa no horário de balsa por cerca de três décadas.

### Balsas Atuais
Há oito balsas em quatro classes atualmente em serviço:
- Classe Kennedy

O MV John F. Kennedy, o MV American Legion e o MV Governor Herbert H. Lehman construídos em 1965. Cada barco pode transportar 3.500 passageiros e até 40 veículos, a 297 pés (91 m) de comprimento, 69 pés, 10 polegadas (21,3 m) de largura, com um calado de 13 pés, 6 polegadas (4,1 m), peso de 2.109 toneladas brutas, velocidade de serviço de 16 nós (30 km / h), e os motores de 6.500 cavalos de potência (4,8 MW). O MV American Legion foi aposentado após 40 anos de serviço, com a aquisição dos ferries da Classe Molinari. A MV Herbert H. Lehman aposentado no sábado, 30 de junho de 2007 após a 10:30 pm executado a partir de Whitehall Street para St. George. O MV John F. Kennedy permanece em serviço regular.
- Classe Barberi

O MV Andrew J. Barberi eo MV Samuel I. Newhouse, construídos em 1981 e 1982, respectivamente. Cada barco transporta 6.000 passageiros e nenhum carro. Os barcos tem 310 pés (94 m) de comprimento, 69 pés, 10 polegadas (21,3 m) de largura, com um calado de 13 pés, 6 polegadas (4,1 m), peso de 3.335 toneladas brutas, velocidade de serviço de 16 nós (30 km/h), e os motores de 7.000 cavalos de potência (5,2 MW).
- Classe Austen

O MV Alice Austen e o MV John A. Noble (vulgarmente designado por "barquinhos" ou "Mini Barberis") construídos em 1986. Cada barco transporta 1.280 passageiros, e nenhum carros. Os barcos tem 207 pés (63 m) de comprimento, 40 pés (12,2 m) de largura, com um calado de 8 metros, 6 polegadas (2,6 m), peso de 499 toneladas brutas, velocidade de serviço de 16 nós (30 km / h), e os motores de 3.200 cavalos de potência (2,4 MW). Alice Austen (1866 - 1952) foi um fotógrafo de Staten Island. Jonh A. Noble (1913 - 1983) foi um artista marinho de Staten Island.
- Classe Molinari

O MV Guy V. Molinari, MV Senator John J. Marchi e MV Spirit of America transportam um máximo de 4.500 passageiros e até 40 veículos. Construídos em Marinette, Wisconsin, são projetados para recordar o modelo clássico das balsas de Nova York. A primeira das três balsas, o MV Guy V. Molinari, nome de um ex-membro da Câmara dos Representantes dos Estados Unidos do distrito de Staten Island e depois um prefeito de Staten Island, chegou na data prevista, 27 de setembro de 2004 e entrou em serviço em 2005. A segunda balsa foi nomeada para o senador estadual João Marchi, que representou Staten Island há cinquenta anos. A terceira balsa, MV Spirit of America, era para ser colocada em serviço em 25 de outubro de 2005, para comemorar o 100º aniversário do Staten Island Ferry. No entanto, os problemas mecânicos nas balsas da Classe Molinari e os processos judiciais manteve marginalizado nas instalações da Staten Island Ferry em manutenção até a sua viagem inaugural em 4 de abril de 2006. O Grupo Marine também irá construir duas embarcações de porte semelhante.
Há ainda uma balsa para serviços especiais, chamada MV Michael Cosgrove.

### Balsas Antigas
As balsas antigas de Nova York nem sempre terminaram a sua carreira como balsas. O MV Cornelius Kolff e o MV Private Joseph Merrell, temporariamente alojando presos por 15 anos em Rikers Island. Ambas as embarcações foram demolidas em 2004. O MV Mary Murray também terminou sua vida como um destroço flutuante perto da New Jersey Turnpike. Ela foi demolida em 2008.

## Incidentes
Houve alguns incidentes na Staten Island Ferry:
- Em 8 de fevereiro de 1958, o MV Dongan Hills foi atingido pelo petroleiro norueguês Tynefield. 15 Feridos.
- Em 16 de maio de 1981, a MV American Legion foi abalroado, novamente em nevoeiro, por um cargueiro norueguês.
- Em 7 de julho de 1986, um homem perturbado, Juan Gonzalez, atacou os passageiros com um facão. Dois foram mortos e nove ficaram feridas.
- Em 12 de abril de 1995, o MV Andrew J. Barberi bateu o seu deslizamento em St. George, devido a uma avaria mecânica. As portas do pavimento salão foram esmagados pelos aventais ajustável, que Bridgeman um pensamento rápido abaixou para ajudar a parar o barco que se aproximava. Várias pessoas ficaram feridas.
- Em 19 de setembro de 1997, um carro caiu fora do MV John F. Kennedy em Staten Island, causando ferimentos ligeiros ao condutor e um marinheiro que foi jogado no mar.
- Em 15 de outubro de 2003, às 15:21, o MV Andrew J. Barberi (em um outro acidente) colidiu com um pier  na extremidade oriental do terminal da balsa de São Jorge, matando onze pessoas, ferindo gravemente muitos outros, e rasgando uma barra enorme com a mais baixa das três plataformas de passageiros. Após os reparos ele retornou ao serviço 01 julho de 2004.
- Em 1 de julho de 2009, às 19h09min, o MV John J. Marchi perdeu o poder, e bateu em um píer no St. George Terminal em alta velocidade, resultando em 15 feridos leves.
- Em 6 de novembro de 2009, uma revolta irrompeu no terminal da balsa de Staten Island, em Manhattan, quando algumas pessoas tentaram arrombar as portas para chegar aos barcos que estavam prestes a partir. Uma pessoa foi presa por agressão e três pessoas relataram ferimentos leves.
- Em 8 de maio de 2010, às 09:20, uma balsa de Staten Island, o MV Andrew J. Barberi novamente (ver dois outros incidentes notáveis acima) bateu o cais no terminal da balsa de St. George, com 252 passageiros a bordo. Como o barco se aproximou do cais, o reverso não respondeu e o barco não pode abrandar. Um total de 37 pessoas ficaram feridas.